# Bolt Action
Bolt Action è un gioco di guerra tridimensionale prodotto dalla casa editrice di giochi da tavolo britannica Warlord Games. Il gioco, sviluppato dai creatori Alessio Cavatore e Rick Priestley, è ambientato durante la Seconda Guerra Mondiale e impiega miniature alte 28 mm. La prima edizione del regolamento è stata pubblicata nel 2012, mentre una seconda edizione è uscita nel 2016. I supplementi per il gioco includono la Guerra di Corea e Konflikt '47, quest'ultimo ambientato in una storia alternativa e soprannaturale della Seconda Guerra Mondiale, di genere "dieselpunk" (un sottogenere del cyberpunk).

## Elementi di base
Oltre alle miniature delle armate e di elementi del paesaggio – edifici, vegetazione, manufatti – il gioco richiede:
- uno strumento di misurazione, come un metro a nastro, un righello o un ripiegabile, necessario sia per muovere truppe e mezzi che per le operazioni di sparo. Le misure previste dai manuali sono in pollici, ma i creatori lasciano ai giocatori la libertà di convertirli in centimetri, o di adottare l'equivalenza di un pollice a un centimetro (1:1);
- un dado a sei facce, usato sia per determinare l'ordine di gioco che per attuare una serie di specifiche azioni descritte nei manuali;
- due dadi speciali, detti "dadi d'ordine", inclusi nel gioco. I dadi, uno per giocatore, vengono usati per seguire gli ordini, una tipologia di istruzioni descritta nei manuali, che comprende: "fuoco", "avanzare", "correre", "appostamento"/"imboscata", "adunata", "abbattimento";
- marcatori a spillo, da appuntare a truppe e mezzi nemici colpiti, o per segnalare eventi quali un bombardamento aereo o di artiglieria. Le unità marcate hanno una abilità ridotta nel rispondere agli ordini impartiti tramite i dati, e di infliggere danni alle truppe e ai mezzi nemici.

## Curiosità
Il nome del gioco deriva dall'espressione inglese bolt action rifle, che identifica il fucile a otturatore scorrevole, arma in dotazione a tutti gli eserciti partecipanti alla Seconda guerra mondiale.
La casa editrice Warlord Games propone regolarmente nuove miniature di truppe e mezzi, per arricchire il gioco generale e per ambientare specifiche battaglie svoltesi nel secondo conflitto mondiale. Tra queste si trovano le miniature dei Bersaglieri e dei paracadutisti italiani, una riproduzione della mitragliatrice Breda Mod. 37 e dei suoi operatori, unità delle SS dotate di cannone Panzerfaust.